# Karl August Fritzsche
Karl August Fritzsche (* 26. Februar 1871 in Leipzig; † September 1944 ebenda) war ein deutscher Fabrikant und Vorstandsvorsitzender des Aufsichtsrats der Aktiengesellschaft Schimmel & Co.

## Leben
Der Sohn von Hermann Traugott Fritzsche und dessen erster Ehefrau Josefine, geborene Brucker (1848–1872), besuchte nach Bürger- und Realschule das Königliche Gymnasium seiner Vaterstadt, das er Ostern 1890 mit dem Reifezeugnis verließ. Anschließend studierte er von 1891 bis 1892 an der Philosophischen Fakultät der Universität Leipzig. Im Rahmen seiner Ausbildung zum Kaufmann hielt er sich 18 Monate in England, ein Jahr in Frankreich, sechs Monate in Italien und zwei Jahre in den Vereinigten Staaten auf. Abschließend bereiste er Indien und Ostasien, bevor er im Sommer des Jahres 1900 als Teilhaber in die Firma seines Vaters eintrat.
Hier erwarb er sich besondere Verdienste im Hinblick auf die Zusammenarbeit zwischen Firma und Universität. Nach dem Tod seines Onkels Ernst Traugott Fritzsche übernahm er die Firmenleitung und wandelte das Unternehmen mit dem 1. Januar 1927 in eine Aktiengesellschaft um.
1916 wurde er zum Kommerzienrat ernannt. Er war zudem Vorsitzender des Verbands der Fabrikanten ätherischer Öle und künstlicher Riechstoffe und Mitglied des Hauptausschusses des Reichsverbands der Deutschen Industrie. 
Anlässlich des 100-jährigen Bestehens seines Unternehmens wurde er von der Philosophischen Fakultät der Universität Leipzig, deren Ehrensenator er war, zum Ehrendoktor und von Rektor und Senat der Technischen Hochschule Breslau zum Doktoringenieur ehrenhalber ernannt.
Einer guten Tradition seiner Familie folgend, förderte er zahlreiche gemeinnützige Projekte und begründete 1929 die Hermann-und-Ernst-Fritzsche-Stiftung mit einem Stammkapital von 200.000 Reichsmark zur Unterstützung von Pensionären und deren Hinterbliebenen seines Unternehmens.
Karl August Fritsche verstarb inmitten der Wirren des Zweiten Weltkrieges unverheiratet in Leipzig und wurde im Familiengrab auf dem Neuen Johannisfriedhof bestattet.

## Orden und Ehrenzeichen
- Sächsischer Albrechts-Orden I. Klasse
- Preußischer Roter Adlerorden IV. Klasse

## Publikationen
- Karl August Fritzsche: Der Werdegang der Schimmel & Co. Aktiengesellschaft im Zeitraum von 100 Jahren (1829-1929), Schimmel & Co., Miltitz bei Leipzig 1929.
- 1. September 1829-1929. Die Jubelfeier der Schimmel & Co. Aktiengesellschaft Miltitz bei Leipzig, Schimmel & Co. AG, Leipzig 1929.